# Porphyrinia purpurata
Porphyrinia purpurata är en fjärilsart som beskrevs av Lederer 1857. Porphyrinia purpurata ingår i släktet Porphyrinia och familjen nattflyn. Inga underarter finns listade i Catalogue of Life.